# Rouvroy-les-Merles

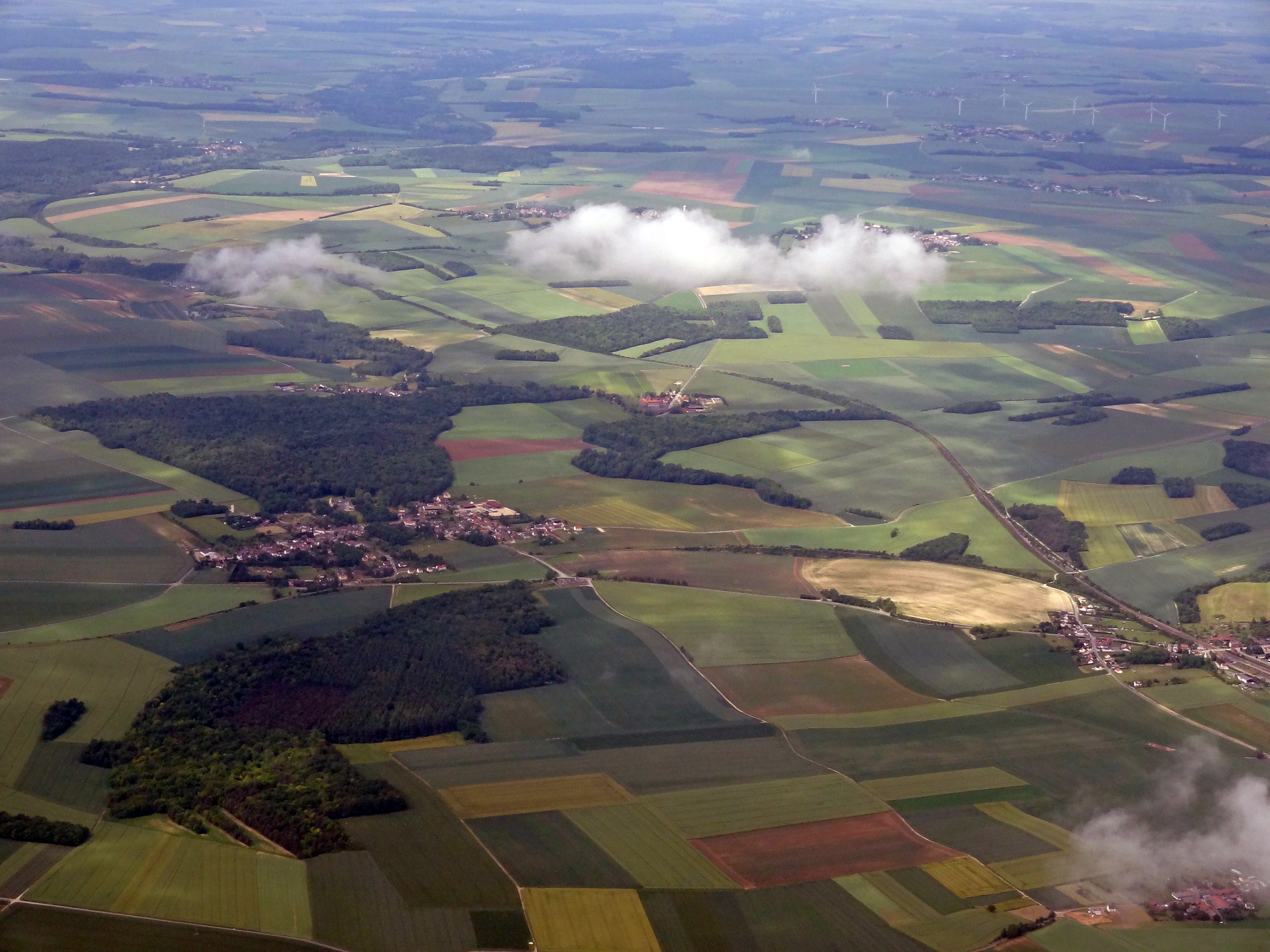
Tartigny und Rouvroy-les-Merles (2014)

Rouvroy-les-Merles ist eine französische Gemeinde mit 70 Einwohnern (Stand 1. Januar 2022) im Département Oise in der Region Hauts-de-France (vor 2016 Picardie). Sie liegt im Arrondissement Clermont und ist Teil der Communauté de communes de l’Oise Picarde und des Kantons Saint-Just-en-Chaussée (bis 2015 Breteuil). Die Einwohner werden Rouvroysiens genannt.

## Geographie
Rouvroy-les-Merles liegt etwa 45 Kilometer südsüdöstlich von Amiens. Umgeben wird Rouvroy-les-Merles von den Nachbargemeinden Folleville im Norden, Quiry-le-Sec im Nordosten, Rocquencourt im Osten, Tartigny im Süden, Breteuil im Westen und Südwesten sowie Paillart im Westen und Nordwesten.

## Einwohner
| 1962                      | 1968 | 1975 | 1982 | 1990 | 1999 | 2006 | 2013 |
| ------------------------- | ---- | ---- | ---- | ---- | ---- | ---- | ---- |
| 224                       | 205  | 98   | 73   | 56   | 45   | 72   | 47   |
| Quelle: Cassini und INSEE |      |      |      |      |      |      |      |

## Sehenswürdigkeiten
- Kirche Saint-Nicolas
- Priorat Saint-Nicolas, 1927 umgebaut
- Friedhofskapelle